# Russian Roulette (bài hát)
"Russian Roulette" là một bài hát của nữ ca sĩ gốc Barbados Rihanna, lấy từ album phòng thu thứ tư của cô, Rated R (2009). Bài hát được phát hành dưới dạng đĩa đơn đầu tiên từ album vào ngày 27 tháng 10 năm 2009 bởi hãng đĩa Def Jam Recordings. 

## Xếp hạng

### Xếp hạng tuần
| Bảng xếp hạng (2009–10)                  | Vị trí cao nhất |
| ---------------------------------------- | --------------- |
| Úc (ARIA)                                | 7               |
| Áo (Ö3 Austria Top 40)                   | 2               |
| Bỉ (Ultratop 50 Flanders)                | 5               |
| Bỉ (Ultratop 50 Wallonia)                | 3               |
| Canada (Canadian Hot 100)                | 9               |
| Cộng hòa Séc (Rádio Top 100)             | 1               |
| Đan Mạch (Tracklisten)                   | 6               |
| Châu Âu Hot 100 Singles (Billboard)      | 2               |
| Phần Lan (Suomen virallinen lista)       | 3               |
| Pháp (SNEP)                              | 4               |
| Đức (GfK)                                | 2               |
| Hungary (MAHASZ)                         | 4               |
| Ireland (IRMA)                           | 5               |
| Israel (Media Forest)                    | 1               |
| Ý (FIMI)                                 | 6               |
| Nhật Bản (Japan Hot 100)                 | 72              |
| Luxembourg (Billboard)                   | 1               |
| Hà Lan (Dutch Top 40)                    | 7               |
| New Zealand (Recorded Music NZ)          | 9               |
| Na Uy (VG-lista)                         | 1               |
| Portugal (Billboard)                     | 4               |
| Scotland (OCC)                           | 3               |
| Slovakia (Rádio Top 100)                 | 1               |
| Tây Ban Nha (PROMUSICAE)                 | 6               |
| Thụy Điển (Sverigetopplistan)            | 4               |
| Thụy Sĩ (Schweizer Hitparade)            | 1               |
| Anh Quốc (OCC)                           | 2               |
| Anh Quốc R&B (OCC)                       | 1               |
| Hoa Kỳ Billboard Hot 100                 | 9               |
| Hoa Kỳ Dance Club Songs (Billboard)      | 1               |
| Hoa Kỳ Hot R&B/Hip-Hop Songs (Billboard) | 49              |
| Hoa Kỳ Pop Airplay (Billboard)           | 21              |

 
|

### Xếp hạng cuối năm
| Bảng xếp hạng (2009)              | Vị trí |
| --------------------------------- | ------ |
| Australia (ARIA)                  | 96     |
| Austria (Ö3 Austria Top 40)       | 60     |
| Belgium (Ultratop 50 Flanders)    | 97     |
| France (SNEP)                     | 50     |
| Hungary (Mahasz)                  | 100    |
| Italy (FIMI)                      | 35     |
| Sweden (Sverigetopplistan)        | 92     |
| Switzerland (Schweizer Hitparade) | 61     |

| Bảng xếp hạng (2010)                | Vị trí |
| ----------------------------------- | ------ |
| Austria (Ö3 Austria Top 40)         | 46     |
| Belgium (Ultratop 50 Flanders)      | 100    |
| Belgium (Ultratop 50 Wallonia)      | 31     |
| European Hot 100 Singles            | 9      |
| France (SNEP)                       | 36     |
| Italy (FIMI)                        | 94     |
| Romanian Top 100                    | 29     |
| Spain (PROMUSICAE)                  | 33     |
| Sweden (Sverigetopplistan)          | 69     |
| Switzerland (Schweizer Hitparade)   | 33     |
| US Hot Dance Club Songs (Billboard) | 49     |

|}

## Chứng nhận
| Quốc gia                                                                           | Chứng nhận  | Số đơn vị/doanh số chứng nhận |
| ---------------------------------------------------------------------------------- | ----------- | ----------------------------- |
| Úc (ARIA)                                                                          | Vàng        | 35.000^                       |
| Đan Mạch (IFPI Đan Mạch)                                                           | Vàng        | 15.000^                       |
| Ý (FIMI)                                                                           | Bạch kim    | 30.000*                       |
| New Zealand (RMNZ)                                                                 | Vàng        | 7.500*                        |
| Tây Ban Nha (PROMUSICAE)                                                           | Vàng        | 20.000*                       |
| Thụy Điển (GLF)                                                                    | Bạch kim    | 20.000‡                       |
| Thụy Sĩ (IFPI)                                                                     | Vàng        | 15.000^                       |
| Anh Quốc (BPI)                                                                     | Vàng        | 475,000                       |
| Hoa Kỳ (RIAA)                                                                      | 2× Bạch kim | 2.000.000‡                    |
| * Chứng nhận dựa theo doanh số tiêu thụ. ^ Chứng nhận dựa theo doanh số nhập hàng. |             |                               |